# Ijevsk
Ijevsk (en rus Иже́вск, en udmurt Иж, Ij) és la capital de la república russa d'Udmúrtia. És situada als marges del riu Ij, a l'oest dels Urals. La seva població és de 645.000 habitants. Fou fundada el 10 d'abril del 1760.

## Curiositats
La ciutat és coneguda perquè és on Mikhaïl Kalàixnikov dissenyà el seu famós fusell d'assalt AK-47 i on es troba actualment la principal fàbrica d'aquesta i altres armes.
És interessant el Museu Kalàixnikov i d'Armes Lleugeres, dedicat a la història del famón fusell d'assalt AK-47, les seves variants, i d'altres armes lleugeres fabricades a Ijevsk i arreu del món. S'hi poden fer proves de tir de diferents menes.
També és el lloc de naixement del jugador de bàsquet de l'NBA Andrei Kirilenko, que jugà als Utah Jazz.